# Primarias del Partido Republicano de 2008 en Dakota del Sur

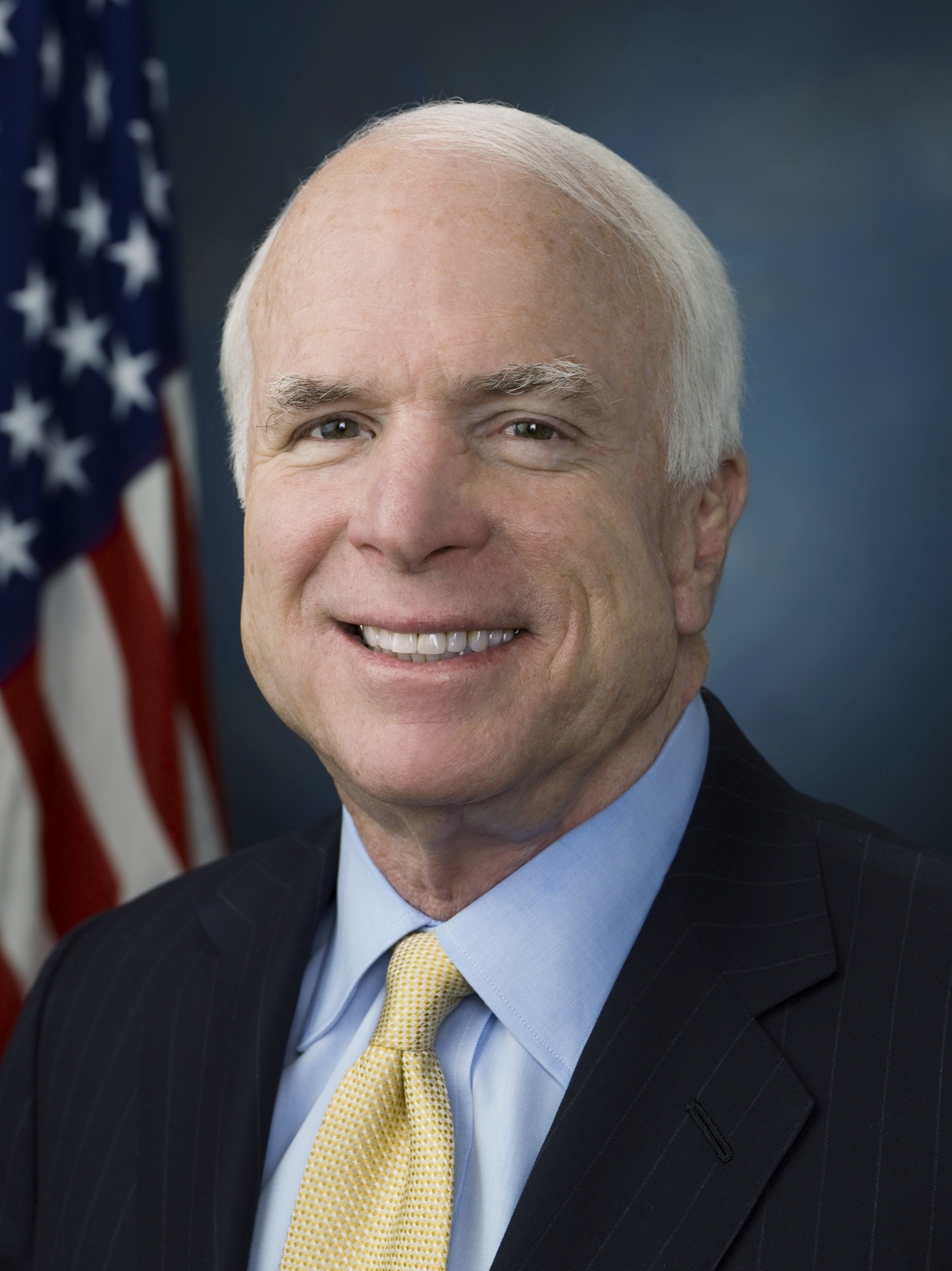
John McCain, candidato con más votos en las primarias

Las Primarias republicanas de Dakota del Sur de 2008 fueron el 3 de junio de 2008.

## Resultados
| Candidato     | Votos  | Porcentajes | Delegados |
| ------------- | ------ | ----------- | --------- |
| John McCain   | 42,778 | 70.18%      | 0         |
| Ron Paul      | 10,072 | 16.52%      | 0         |
| Mike Huckabee | 4,328  | 7.10%       | 0         |
| Mitt Romney   | 1,990  | 3.26%       | 0         |
| Indecisos     | 1,786  | 2.93%       | 0         |
| Total         | 60,954 | 100%        | 0         |